# Getap (Aragatsotn)
Getap (in armeno Գետափ?, chiamato anche Getap’ e Getar; fino al 1946 Karakula e Gharaghla) è un comune dell'Armenia di 183 abitanti (2001) della provincia di Aragatsotn.